# Longavesnes
Longavesnes est une commune française située dans le département de la Somme, en région Hauts-de-France.

## Géographie

### Géologie, hydrographie, relief
Le sol du territoire est principalement argileux (pour un tiers environ), le reste est crayeux.
La nappe alimentant les puits se trouve à peu près uniformément à 45 mètres de profondeur.
Un plateau domine le village situé dans un vallon à une altitude moyenne de 110 mètres.

### Hydrographie
La commune est située dans le bassin Artois-Picardie. Elle n'est drainée par aucun cours d'eau.

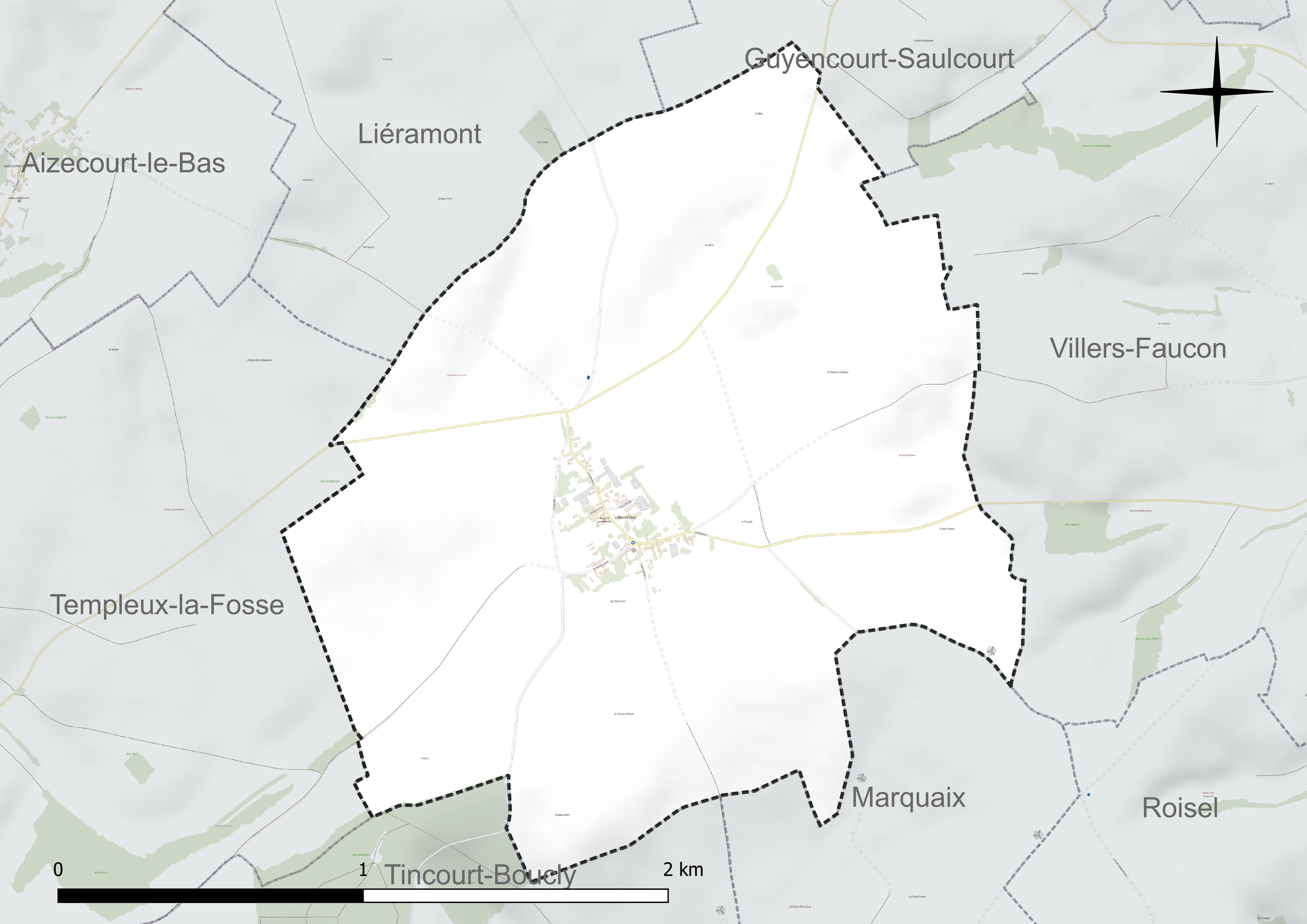
Réseau hydrographique de Longavesnes.

### Climat
Pour des articles plus généraux, voir Climat des Hauts-de-France et Climat de la Somme.
En 2010, le climat de la commune est de type climat océanique dégradé des plaines du Centre et du Nord, selon une étude du CNRS s'appuyant sur une série de données couvrant la période 1971-2000. En 2020, Météo-France publie une typologie des climats de la France métropolitaine dans laquelle la commune est exposée à un climat océanique et est dans la région climatique Nord-est du bassin Parisien, caractérisée par un ensoleillement médiocre, une pluviométrie moyenne régulièrement répartie au cours de l'année et un hiver froid (3 °C).
Pour la période 1971-2000, la température annuelle moyenne est de 9,9 °C, avec une amplitude thermique annuelle de 15 °C. Le cumul annuel moyen de précipitations est de 736 mm, avec 10,8 jours de précipitations en janvier et 9 jours en juillet. Pour la période 1991-2020, la température moyenne annuelle observée sur la station météorologique la plus proche, située sur la commune d'Épehy à 6 km à vol d'oiseau, est de 10,6 °C et le cumul annuel moyen de précipitations est de 752,8 mm,. Pour l'avenir, les paramètres climatiques de la commune estimés pour 2050 selon différents scénarios d'émission de gaz à effet de serre sont consultables sur un site dédié publié par Météo-France en novembre 2022.

## Urbanisme

### Typologie
Au 1er janvier 2024, Longavesnes est catégorisée commune rurale à habitat très dispersé, selon la nouvelle grille communale de densité à sept niveaux définie par l'Insee en 2022.
Elle est située hors unité urbaine. Par ailleurs la commune fait partie de l'aire d'attraction de Péronne, dont elle est une commune de la couronne,. Cette aire, qui regroupe 52 communes, est catégorisée dans les aires de moins de 50 000 habitants,.

### Occupation des sols
L'occupation des sols de la commune, telle qu'elle ressort de la base de données européenne d'occupation biophysique des sols Corine Land Cover (CLC), est marquée par l'importance des territoires agricoles (100 % en 2018), une proportion identique à celle de 1990 (100 %). La répartition détaillée en 2018 est la suivante : 
terres arables (92,9 %), zones agricoles hétérogènes (7 %). L'évolution de l'occupation des sols de la commune et de ses infrastructures peut être observée sur les différentes représentations cartographiques du territoire : la carte de Cassini (XVIIIe siècle), la carte d'état-major (1820-1866) et les cartes ou photos aériennes de l'IGN pour la période actuelle (1950 à aujourd'hui).

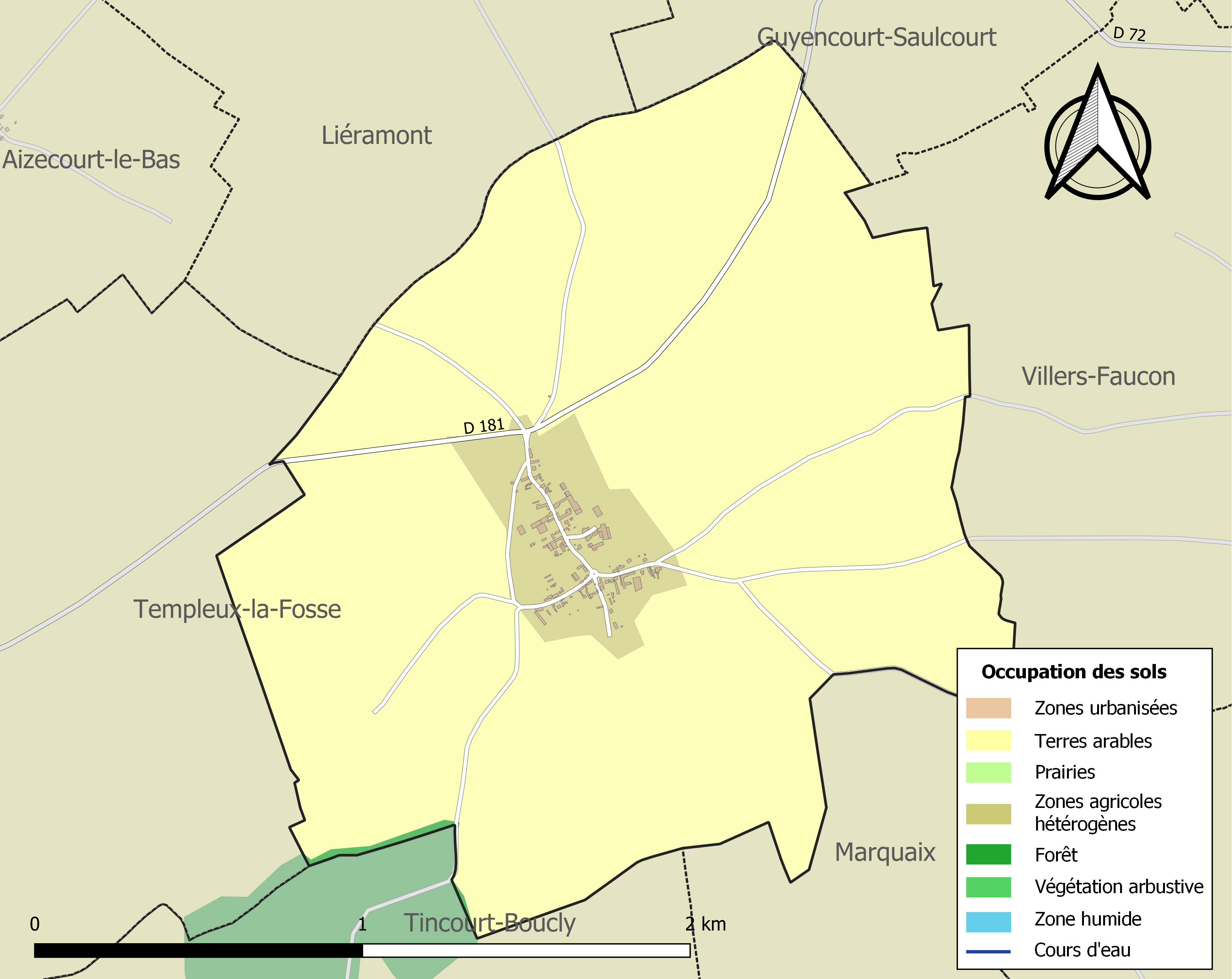
Carte des infrastructures et de l'occupation des sols de la commune en 2018 (CLC).

### Voies de communication et transports
La localité est desservie par la ligne d'autocars no 48 (Épehy - Villers-Faucon - Péronne) du réseau interurbain Trans'80 Hauts-de-France.

## Toponymie
Le nom de la localité est attesté sous la forme Longa Avena en 1101
Vraisemblablement, le nom du village est issu du germano-roman *Longavisna « long pâturage », plutôt que du roman *Longavenesna « longue terre propice à l'avoine ».

## Histoire
Avant le XIIe siècle, le territoire appartient aux moines de l'abbaye du Mont Saint-Quentin qui sont eux-mêmes à l'origine de la cure de Villers-Faucon. Jusqu'en 1506 date de sa mort l'abbaye avait pour abbé Jean d'Estrées, seigneur de Longavesnes.
Vers 1700, formation d'une cure commune avec Saulcourt.
La Révolution apporte à Longavesnes comme dans d'autres localités son lot d'anecdotes.
En 1899, le cheptel du village se monte à 89 chevaux, 24 bœufs, 117 vaches, 840 moutons et 24 porcs.

## Politique et administration
| Période                                  | Période                 | Identité         | Étiquette | Qualité                                    |
| ---------------------------------------- | ----------------------- | ---------------- | --------- | ------------------------------------------ |
| Les données manquantes sont à compléter. |                         |                  |           |                                            |
| avant 1981                               | 2001                    | Michel Lafalisse | DVD       |                                            |
| mars 2001                                | 10 octobre 2014         | Jean Delaigle    |           | Décédé en fonction                         |
| 2014                                     | En cours (au 28/5/2020) | Xavier Wauters   |           | Agriculteur Réélu pour le mandat 2020-2026 |

## Population et société

### Démographie
L'évolution du nombre d'habitants est connue à travers les recensements de la population effectués dans la commune depuis 1793. Pour les communes de moins de 10 000 habitants, une enquête de recensement portant sur toute la population est réalisée tous les cinq ans, les populations de référence des années intermédiaires étant quant à elles estimées par interpolation ou extrapolation. Pour la commune, le premier recensement exhaustif entrant dans le cadre du nouveau dispositif a été réalisé en 2004.

En 2022, la commune comptait 72 habitants, en évolution de −19,1 % par rapport à 2016 (Somme : −1,26 %, France hors Mayotte : +2,11 %).
| 1793 | 1800 | 1806 | 1821 | 1831 | 1836 | 1841 | 1846 | 1851 |
| ---- | ---- | ---- | ---- | ---- | ---- | ---- | ---- | ---- |
| 237  | 234  | 229  | 244  | 298  | 314  | 326  | 333  | 319  |

| 1856 | 1861 | 1866 | 1872 | 1876 | 1881 | 1886 | 1891 | 1896 |
| ---- | ---- | ---- | ---- | ---- | ---- | ---- | ---- | ---- |
| 300  | 302  | 304  | 289  | 292  | 260  | 253  | 223  | 227  |

| 1901 | 1906 | 1911 | 1921 | 1926 | 1931 | 1936 | 1946 | 1954 |
| ---- | ---- | ---- | ---- | ---- | ---- | ---- | ---- | ---- |
| 227  | 244  | 247  | 145  | 167  | 155  | 172  | 141  | 132  |

| 1962 | 1968 | 1975 | 1982 | 1990 | 1999 | 2004 | 2006 | 2009 |
| ---- | ---- | ---- | ---- | ---- | ---- | ---- | ---- | ---- |
| 151  | 138  | 136  | 108  | 110  | 104  | 106  | 106  | 88   |

| 2014 | 2019 | 2022 | - | - | - | - | - | - |
| ---- | ---- | ---- | - | - | - | - | - | - |
| 88   | 79   | 72   | - | - | - | - | - | - |

### Enseignement
Pour la scolarité primaire, la commune relève du regroupement pédagogique intercommunal basé à Tincourt-Boucly qui regroupe 6 communes : Aizecourt-le-Bas, Driencourt, Longavesnes, Marquaix, Templeux-la-Fosse et Tincourt-Boucly.
Ce regroupement compte 4 classes.

## Culture locale et patrimoine

### Lieux et monuments
- Église Saint-Martin, détruite lors de la Première Guerre mondiale, reconstruite en 1926, par l'architecte Louis Faille.

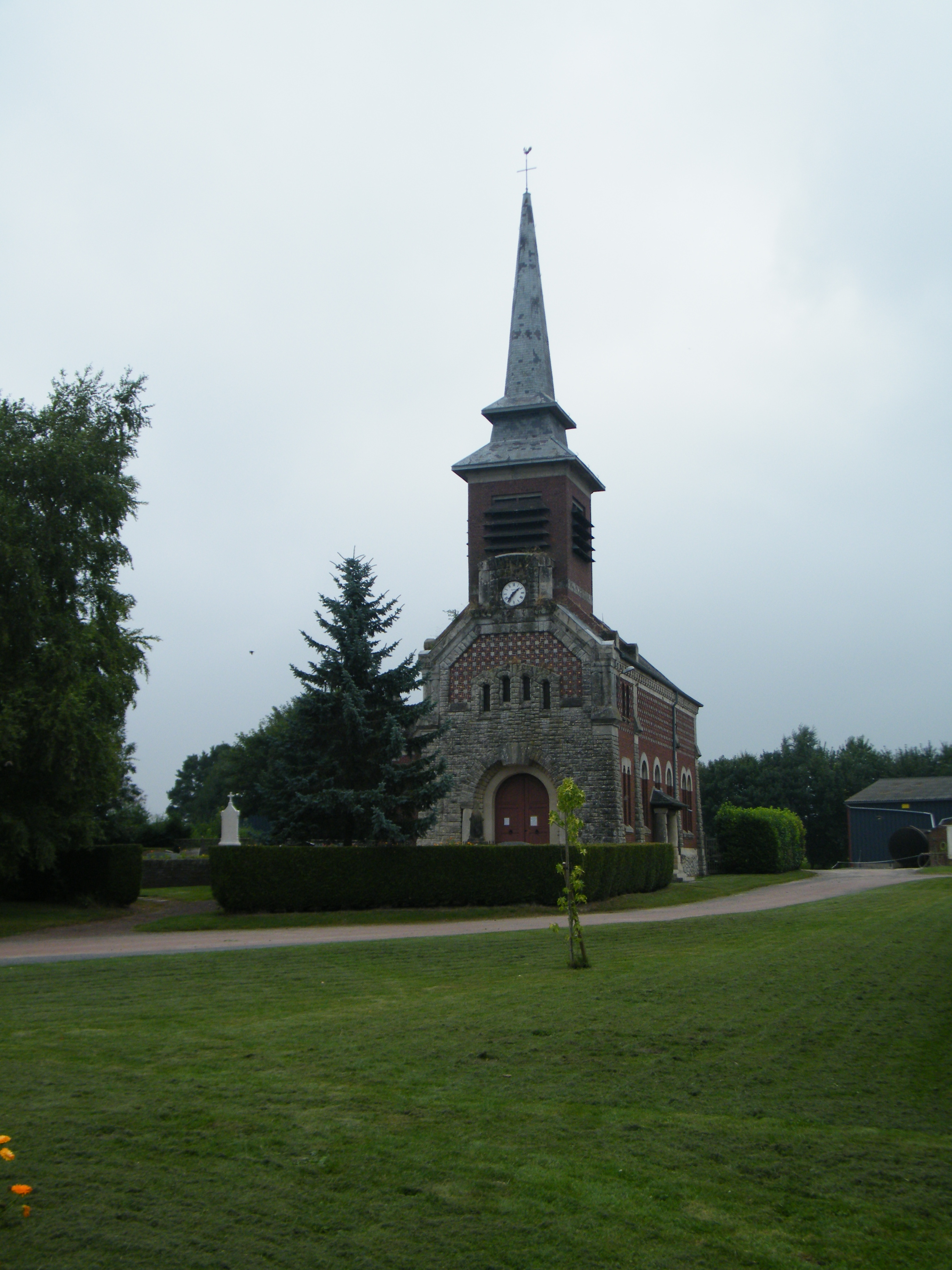
Saint-Martin.
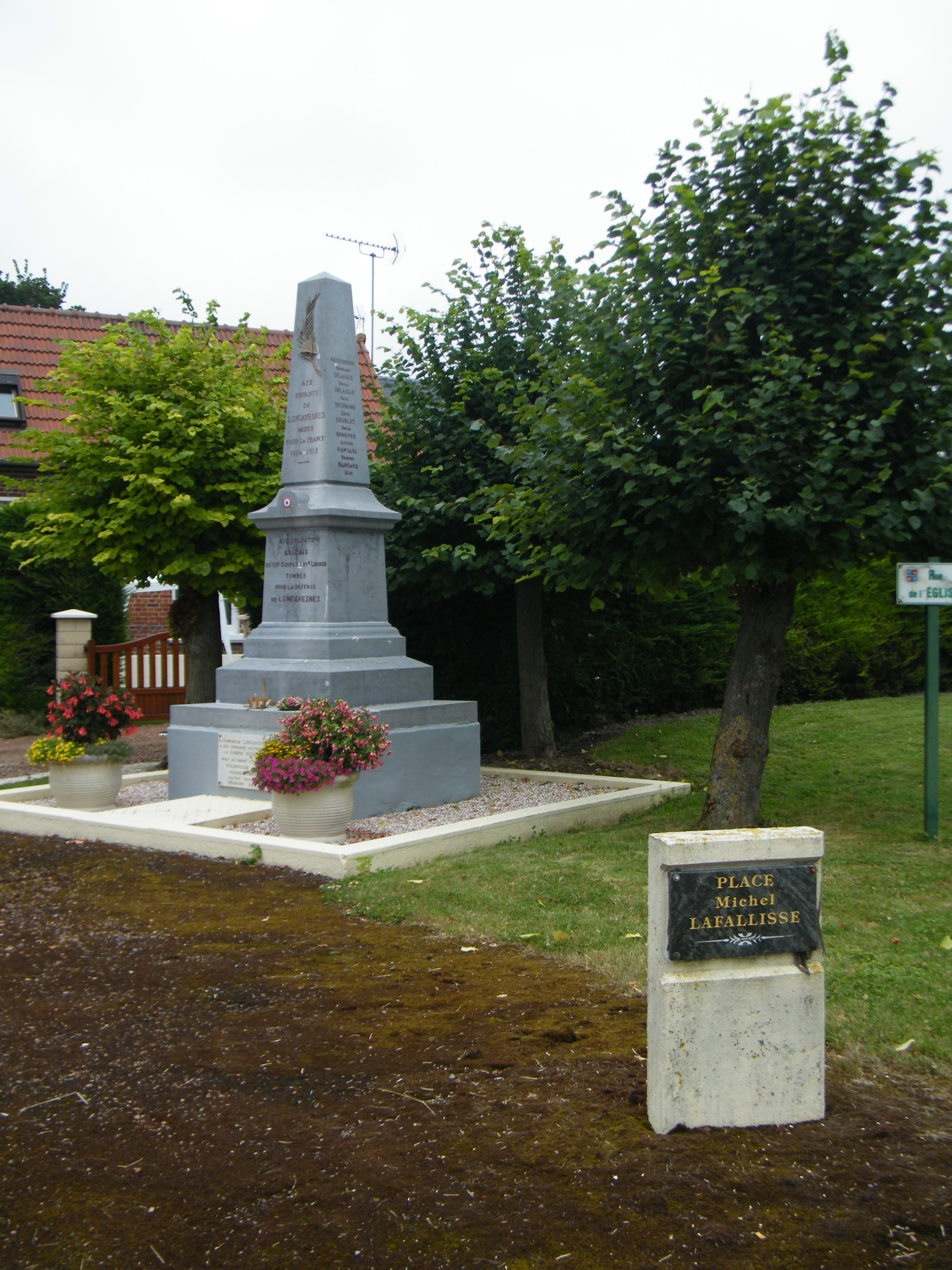
Hommages aux combattants pour la patrie.
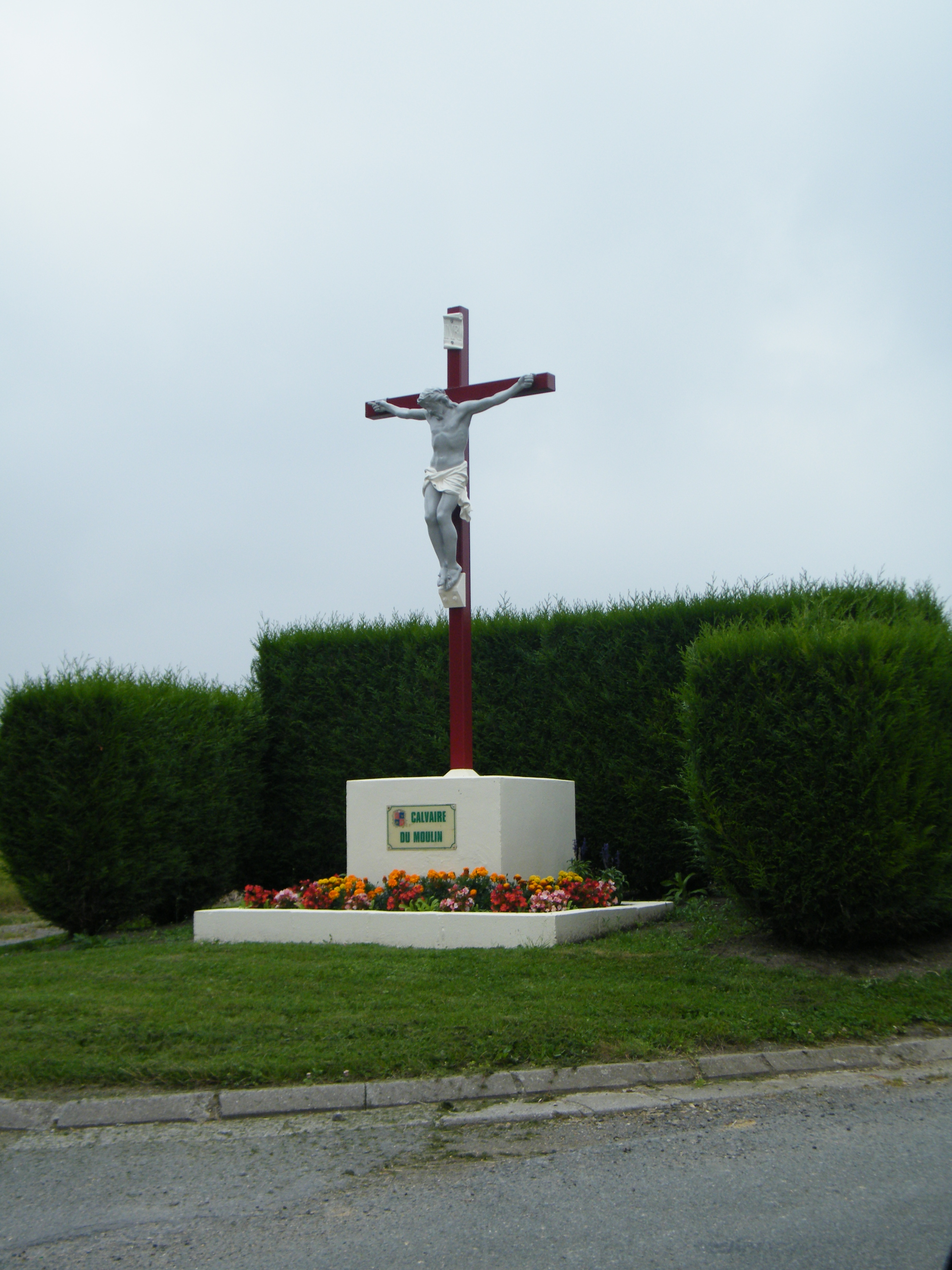
Calvaire du moulin.

### Héraldique
| Blason de Longavesnes | Blason  | Écartelé : au 1er d'azur à l'aigle d'argent, au 2e d'azur à la tête de brebis d'or, coupée et posée de trois-quarts, au 3e de gueules à la tête de cheval d'or, coupée et contournée, au 4e de gueules à la tête de vache coupée d'argent ; à la burelle ondée d'argent brochant sur le coupé de l'écartelé. |
| Blason de Longavesnes | Détails | Le statut officiel du blason reste à déterminer. |